# Triphosa acis
Triphosa acis là một loài bướm đêm trong họ Geometridae.